# Lady Sings the Blues (Rebecca Ferguson)
Lady Sings the Blues è il terzo album in studio della cantante britannica Rebecca Ferguson, pubblicato nel 2015.
Il disco contiene brani interpretati dell'artista jazz statunitense Billie Holiday, la maggior parte dei quali tratti dall'album del 1956 intitolato appunto Lady Sings the Blues.

## Tracce
1. Get Happy (Ted Koehler, Harold Arlen) – 2:49
2. Fine and Mellow (Billie Holiday) – 2:37
3. Embraceable You (George Gershwin, Ira Gershwin) – 3:37
4. That Ole Devil Called Love (Allan Roberts, Doris Fisher) – 3:07
5. Blue Moon (Richard Rodgers, Lorenz Hart) – 2:51
6. I Thought About You (Jimmy Van Heusen, Johnny Mercer) – 3:04
7. Summertime (G. Gershwin, DuBose Heyward) – 2:51
8. I'll Never Smile Again (Ruth Lowe) – 3:22
9. Lover Man (Oh Where Can You Be) (Jimmy Davis, Roger Ramirez, James Sherman) – 3:19
10. All of Me (Gerald Marks, Seymour Simons) – 2:39
11. God Bless the Child (Holiday, Arthur Herzog Jr.) – 3:34
12. What Is This Thing Called Love (Cole Porter) – 2:38
13. Stormy Weather (Harold Arlen, Ted Koehler) – 3:12
14. Lady Sings the Blues (Holiday, Herbie Nichols) – 3:37
15. Willow Weep for Me (Ann Ronell) – 2:39
16. Don't Explain (Holiday, Herzog) – 3:52
17. My Man (Jacques Charles, Channing Pollock, Albert Willemetz, Maurice Yvain) – 3:35

## Classifiche
| Classifica (2015) | Posizione massima |
| ----------------- | ----------------- |
| Regno Unito       | 7                 |